# Светско првенство у уметничком клизању
Светско првенство у уметничком клизању је годишње такмичење у коме се клизачи такмиче за титулу светског првака. Организована је од стране Међународне клизачке организације (ISU) и представља једно од четири велика годишња такмичења (Европско првенство у уметничком клизању, такмичење Четири континента и Светско јуниорско првенство у уметничком клизању представљају остала три). Медаље се додељују у категоријама појединачног наступа (мушкарци и жене), спортским паровима и плесу. По правилу одржава се у марту, пред крај клизачке сезоне и поред Олимпијских игара сматра се најпрестижнијим клизачким такмичењем.

## Историја
За почетак оснивања узима се 1892. година када је Међународна клизачка организација основана имајући за циљ настанак међународних такмичења у уметничком и брзом клизању. Четири година касније организовано је прво Светко првенство (познато и као Међународно првенство Eislauf-Vereingung) у Санкт Петербургу 1896. године. Такмичење је имало само четири учесника а златну медаљу освојио је Гилберт Фухс.
На првенству су у почетку учествовали само мушкарци јер клизање тада сматрало „мушким спортом“, али никада није постојало званично правило којим се забрањује женама да учествују па је 1902. године Меџ Сајерс такмичући се против својих мушких колега освојила друго место поставши прва жена која је освојила сребрну медаљу. Захваљујући томе 1905. године је такмичење подељено у две категорије, мушку и женску али њихови освајачи још увек се нису могли назвати светским првацима већ првацима ИСУ такмичења све док се и то није променило 1924. године. Прво такмичење само за даме одржано је 1906. у Давосу и освојила га је Меџ Сајерс.
Прво такмичење у спортским паровима одржало се у Санкт Петербургу 1908. године упркос званичном противљењу неких држава да је тако клизање нелегално и срамотно. 
Што се тиче суђења у почетку је земља домаћин позивала судије и због тога су сви већином били из исте државе. Године 1927. у Ослу, када се организовало првенство у женском клизању, троје од петоро судија били су Норвежани који су највеће оцене дали Соњи Хени, док су судије из Аустрије и Немачке то дали такмичарки Херми Сабо. Контроверзни резултат је остао доделивши Хени Прву светску титулу, али је као резултат скандала донета одлука да на овом такмичењу није дозвољено да суди више од једне особе из једне државе.
Током такмичења 1930. у Њујорку по први пут је организовано такмичење у све три категорије на једном месту. Ово је уједно и прво такмичење које се организовало ван Европе. Категорија плесних парова званично је ушла у такмичење 1952. године.
Државе су до 1959. године имале право да пошаљу више од три такмичара за једну дисциплину па је тако 1948. Велика Британија имала шест представница у женској категорији, док су САД 1951. имали по пет у свакој сингл дисциплини. Пошто су неке земље традиционално јаке у овом спорту шаљући сваке године све више и више клизача, од 1960. важи правило од максимум троје учесника по држави. Ово правило важи и данас што приморава неке клизаче да у жељи за учествовањем наступе за неку другу државу.
Такмичење у категорији „специјалне фигуре“ избачено је са Светског првенства 1991. године.
Систем оцењивања 6.0 (за највећу могућу оцену) користио се до 2004. године када је потпуно замењен модерним оцењивањем који се користи и данас.
Светско првенство у уметничком клизању се одржава сваке године. У годинама одржавања Олимпијских игара, на сваке четири године, дешава се да многи Олимпијски победници прескоче Светско због психичког и физичког умора али и због одлуке да после Олимпојаде пређу у професионалне воде и почну да зарађују новац од спорта. Због тога Међународна клизачка организација разматра продужавање размака између Олимпијаде и Светског како би клизачи имали више времена да се одморе и одлуче даљи корак у каријери.

### Прекиди
Светско првенство у уметничком клизању се није одржало 15 пута од оснивања такмичења. Седам пута у периоду од 1915–1921. због Првог светског рата, још седам од 1940. до 1946. због Другог светског рата и 1961. због погибије целог америчког тима у авионској несрећи Сабена лет 548.
Прекид је разматран и 2011. када је требало да се одржи у Токију али пошто је Јапан погодио разоран земљотрес одлучено је да се такмичење за ту годину пребаци у Москву.

## Подобност и квалификације
Клизачи имају право да се такмиче као представници једне државе коју ће изабрати и подржати клизачки савез те земље. Плесни и спортски парови се могу састојати од тима клизача другачије националности али само ако се одлуче за једну државу коју ће представљати и од које ће тражити дозволу за учествовање. 
Чланови клизачког савеза бирају клизаче за учествовање на основу својих слободних критеријума. Неки савези се ослањају на резултате Националних такмичења, док остали имају друге критеријуме попут успеха на Међународним такмичењима или техничким предоспозицијама. Сви такмичари морају имати дозвољени број година старости и морају испуњавати техничке затхеве које обухватају финалну оцену извођења елеманата. 

### Дозвољене године старости
Од 1996. године клизачи морају имати минимум 15 година које су напунили пре 1 јула претходне године. На пример, да би се такмичили на првенству 2010. године такмичар мора да до 1. јула 2009. напунити 15 година или му неће бити дозвољено да учествује (још увек ће спадати у јуниоре). Чак и рођење сат времена после 1. јула сматра се за недозвољену границу и таквом учеснику се забрањује такмичење. Као еквивалент овом такмичењу постоји Јуниорско светско првенство у уметничком клизању које обухвата клизаче од 12 до 19 година (за плесне и спортске парове до 21 годину) који могу учествовати билио због година, било због неуспеха у квалификацијама за сениорско. Када напуни 15 година одлука када ће неки клизач прећи у сениорску дивизију до 19 година остаје на одлуци спортисте и његовог тима. Све до 1996. године правила у вези са годинама се могла игнорисати али после стриктно прописаних нових правила, такав пропуст се више не може десити. Ово правило избегли су у младости неки познати клизачи као што је Тара Липински из САД која је упркос годинама наставила да се такмичи у сениорској дивизији иако за данашње појмове није имала довољно година да буде део ње.

### Минималне техничке оцене
Од 2010, само клизачима који су достигли минималне оцене у техничким елементима (TES – „total element score“или финална оцена извођења елемената) у кратком и слободном програму је дозвољено да се такмиче на Светском првенству. Ова оцена се добија на различитим међународним такмичењима токо прошле и текуће сезоне. Наком што је Међународна клизачка организација избацила квалификационе рунде такмичења, од 2013. године доња граница за техничке елементе је подигнута како би се обезбедио квалитетнији слој учесника.

### Квалификације
Због великог броја учесника који конкуришу за ово такмичење раније је постојала и квалификациона рунда која је најуспешније клизаче сортирала за даље. Након 2006. године, у Калгарију (Канада) након рекордног броја спортиста, изгласано је да се квалификације потпуно одстране из такмичења и да се учесници бирају по техничким достигнућима.Након кратког програма 24 клизача у сингл категорији и 20 парова у спортској имају право да изведу слободни наступ. Што сее тиче плеса, 30 тимова има право да преко обавезног плеса дођу до оригиналног плеса да би се квалификовали за слободни програм на ком учествује 24 најуспешнија пара.

## Освајачи медаља

### Мушкарци
| Година     | Место                                               | Злато                                               | Сребро                                              | Бронза                                              |
| 1896       | Санкт Петербург                                     | Гилберт Фухс                                        | Густав Хигел                                        | Георгиј Сандерс                                     |
| 1897       | Стокхолм                                            | Густав Хигел                                        | Улрих Салков                                        | Јохан Лефстад                                       |
| 1898       | Лондон                                              | Хенинг Гренандер                                    | Густав Хигел                                        | Гилберт Фухс                                        |
| 1899       | Давос                                               | Густав Хигел                                        | Улрих Салков                                        | Едгар Сајерс                                        |
| 1900       | Давос                                               | Густав Хигел                                        | Улрих Салков                                        | није било других такмичара                          |
| 1901       | Стокхолм                                            | Улрих Салков                                        | Гилберт Фухс                                        | није било других такмичара                          |
| 1902       | Лондон                                              | Улрих Салков                                        | Меџ Сајерс (жена)                                   | Мартин Гордан                                       |
| 1903       | Санкт Петербург                                     | Улрих Салков                                        | Николај Панин                                       | Макс Бохач                                          |
| 1904       | Берлин                                              | Улрих Салков                                        | Хајнрих Бургер                                      | Мартин Гордан                                       |
| 1905       | Стокхолм                                            | Улрих Салков                                        | Макс Бохач                                          | Пер Торен                                           |
| 1906       | Минхен                                              | Гилберт Фухс                                        | Хајнрих Бургер                                      | Брор Мајер                                          |
| 1907       | Беч                                                 | Улрих Салков                                        | Макс Бохач                                          | Гилберт Фухс                                        |
| 1908       | Опава                                               | Улрих Салков                                        | Гилберт Фухс                                        | Хајнрих Бургер                                      |
| 1909       | Стокхолм                                            | Улрих Салков                                        | Пер Торен                                           | Ернст Херц                                          |
| 1910       | Давос                                               | Улрих Салков                                        | Вернер Ритбергер                                    | Андор Шенде                                         |
| 1911       | Берлин                                              | Улрих Салков                                        | Вернер Ритбергер                                    | Фриц Кахлер                                         |
| 1912       | Манчестер                                           | Фриц Кахлер                                         | Вернер Ритбергер                                    | Андор Шенде                                         |
| 1913       | Беч                                                 | Фриц Кахлер                                         | Вили Бекл                                           | Андор Шенде                                         |
| 1914       | Хелсинки                                            | Геста Сандал                                        | Фриц Кахлер                                         | Вили Бекл                                           |
| 1915– 1921 | Није одржано због Првог светског рата               | Није одржано због Првог светског рата               | Није одржано због Првог светског рата               | Није одржано због Првог светског рата               |
| 1922       | Стокхолм                                            | Гилис Графстрем                                     | Фриц Кахлер                                         | Вили Бекл                                           |
| 1923       | Беч                                                 | Фриц Кахлер                                         | Вили Бекл                                           | Геста Сандал                                        |
| 1924       | Манчестер                                           | Гилис Графстрем                                     | Вили Бекл                                           | Ернест Опахер                                       |
| 1925       | Беч                                                 | Вили Бекл                                           | Фриц Кахлер                                         | Ото Прајсекер                                       |
| 1926       | Берлин                                              | Вили Бекл                                           | Ото Прајсекер                                       | Џон Пејџ                                            |
| 1927       | Давос                                               | Вили Бекл                                           | Ото Прајсекер                                       | Карл Шефер                                          |
| 1928       | Берлин                                              | Вили Бекл                                           | Карл Шефер                                          | Хуго Дистлер                                        |
| 1929       | Лондон                                              | Гилис Графстрем                                     | Карл Шефер                                          | Лудвиг Вреде                                        |
| 1930       | Њујорк                                              | Карл Шефер                                          | Роџер Тарнер                                        | Георг Гаучи                                         |
| 1931       | Берлин                                              | Карл Шефер                                          | Роџер Тарнер                                        | Ернст Бајер                                         |
| 1932       | Монтреал                                            | Карл Шефер                                          | Монгомери Вилсон                                    | Ернст Бајер                                         |
| 1933       | Цирих                                               | Карл Шефер                                          | Ернст Бајер                                         | Маркус Никанен                                      |
| 1934       | Стокхолм                                            | Карл Шефер                                          | Ернст Бајер                                         | Ерих Ердес                                          |
| 1935       | Будимпешта                                          | Карл Шефер                                          | Џек Дан                                             | Денеш Потоки                                        |
| 1936       | Париз                                               | Карл Шефер                                          | Грејам Шарп                                         | Феликс Кашпар                                       |
| 1937       | Беч                                                 | Феликс Кашпар                                       | Грејам Шарп                                         | Елемер Тертак                                       |
| 1938       | Берлин                                              | Феликс Кашпар                                       | Грејам Шарп                                         | Херберт Алвард                                      |
| 1939       | Будимпешта                                          | Грејам Шарп                                         | Фредерик Томлинс                                    | Хорст Фабер                                         |
| 1940– 1946 | Није одржано због Другог светског рата              | Није одржано због Другог светског рата              | Није одржано због Другог светског рата              | Није одржано због Другог светског рата              |
| 1947       | Стокхолм                                            | Ханс Гершвилер                                      | Ричард Батон                                        | Артур Апфел                                         |
| 1948       | Давос                                               | Ричард Батон                                        | Ханс Гершвилер                                      | Еде Кираљ                                           |
| 1949       | Париз                                               | Ричард Батон                                        | Еде Кираљ                                           | Еди Рада                                            |
| 1950       | Лондон                                              | Ричард Батон                                        | Еде Кираљ                                           | Хејз Алан Џенкинс                                   |
| 1951       | Милано                                              | Ричард Батон                                        | Џејмс Гроган                                        | Хелмут Зајпт                                        |
| 1952       | Париз                                               | Ричард Батон                                        | Џејмс Гроган                                        | Хејз Алан Џенкинс                                   |
| 1953       | Давос                                               | Хејз Алан Џенкинс                                   | Џејмс Гроган                                        | Карло Фаси                                          |
| 1954       | Осло                                                | Хејз Алан Џенкинс                                   | Џејмс Гроган                                        | Ален Жилети                                         |
| 1955       | Беч                                                 | Хејз Алан Џенкинс                                   | Роналд Робертсон                                    | Дејвид Џенкинс                                      |
| 1956       | Гармиш-Партенкирхен                                 | Хејз Алан Џенкинс                                   | Роналд Робертсон                                    | Дејвид Џенкинс                                      |
| 1957       | Колорадо Спрингс                                    | Дејвид Џенкинс                                      | Тим Браун                                           | Чарлс Снелинг                                       |
| 1958       | Париз                                               | Дејвид Џенкинс                                      | Тим Браун                                           | Ален Жилети                                         |
| 1959       | Колорадо Спрингс                                    | Дејвид Џенкинс                                      | Доналд Џексон                                       | Тим Браун                                           |
| 1960       | Ванкувер                                            | Ален Жилети                                         | Доналд Џексон                                       | Ален Калма                                          |
| 1961       | Није одржано због авионске несреће (Сабена лет 548) | Није одржано због авионске несреће (Сабена лет 548) | Није одржано због авионске несреће (Сабена лет 548) | Није одржано због авионске несреће (Сабена лет 548) |
| 1962       | Праг                                                | Доналд Џексон                                       | Карол Дивин                                         | Ален Калма                                          |
| 1963       | Кортина д'Ампецо                                    | Доналд Мекферсон                                    | Ален Калма                                          | Манфред Шнелдорфер                                  |
| 1964       | Дортмунд                                            | Манфред Шнелдорфер                                  | Ален Калма                                          | Карол Дивин                                         |
| 1965       | Колорадо Спрингс                                    | Ален Калма                                          | Скот Ален                                           | Donald Knight                                       |
| 1966       | Давос                                               | Емерих Данцер                                       | Волфганг Шварц                                      | Гери Вискоти                                        |
| 1967       | Беч                                                 | Емерих Данцер                                       | Волфганг Шварц                                      | Гери Вискоти                                        |
| 1968       | Женева                                              | Емерих Данцер                                       | Тим Вуд                                             | Патрик Пера                                         |
| 1969       | Колорадо Спрингс                                    | Тим Вуд                                             | Ондреј Непела                                       | Патрик Пера                                         |
| 1970       | Љубљана                                             | Тим Вуд                                             | Ондреј Непела                                       | Гинтер Целер                                        |
| 1971       | Лион                                                | Ондреј Непела                                       | Патрик Пера                                         | Сергеј Четверукин                                   |
| 1972       | Калгари                                             | Ондреј Непела                                       | Сергеј Четверукин                                   | Владимир Ковалев                                    |
| 1973       | Братислава                                          | Ондреј Непела                                       | Сергеј Четверукин                                   | Јан Хофман                                          |
| 1974       | Минхен                                              | Јан Хофман                                          | Сергеј Волков                                       | Толер Кренстон                                      |
| 1975       | Колорадо Спрингс                                    | Сергеј Волков                                       | Владимир Ковалев                                    | Џон Кари                                            |
| 1976       | Гетеборг                                            | Џон Кари                                            | Владимир Ковалев                                    | Јан Хофман                                          |
| 1977       | Токио                                               | Владимир Ковалев                                    | Јан Хофман                                          | Минору Сано                                         |
| 1978       | Отава                                               | Чарлс Тикнер                                        | Јан Хофман                                          | Робин Казинс                                        |
| 1979       | Беч                                                 | Владимир Ковалев                                    | Робин Казинс                                        | Јан Хофман                                          |
| 1980       | Дортмунд                                            | Јан Хофман                                          | Робин Казинс                                        | Чарлс Тикнер                                        |
| 1981       | Хартфорд                                            | Скот Хамилтон                                       | Дејвид Санте                                        | Игор Бобрин                                         |
| 1982       | Копенхаген                                          | Скот Хамилтон                                       | Норберт Шрам                                        | Брајан Покар                                        |
| 1983       | Хелсинки                                            | Скот Хамилтон                                       | Норберт Шрам                                        | Брајан Орсер                                        |
| 1984       | Отава                                               | Скот Хамилтон                                       | Брајан Орсер                                        | Александар Фадејев                                  |
| 1985       | Токио                                               | Александар Фадејев                                  | Брајан Орсер                                        | Брајан Бојтано                                      |
| 1986       | Женева                                              | Брајан Бојтано                                      | Брајан Орсер                                        | Александар Фадејев                                  |
| 1987       | Синсинати                                           | Брајан Орсер                                        | Брајан Бојтано                                      | Александар Фадејев                                  |
| 1988       | Будимпешта                                          | Брајан Бојтано                                      | Брајан Орсер                                        | Виктор Петренко                                     |
| 1989       | Париз                                               | Курт Браунинг                                       | Кристофер Бауман                                    | Grzegorz Filipowski                                 |
| 1990       | Халифакс                                            | Курт Браунинг                                       | Виктор Петренко                                     | Кристофер Бауман                                    |
| 1991       | Минхен                                              | Курт Браунинг                                       | Виктор Петренко                                     | Тод Елдреџ                                          |
| 1992       | Окланд                                              | Виктор Петренко                                     | Курт Браунинг                                       | Елвис Стојко                                        |
| 1993       | Праг                                                | Курт Браунинг                                       | Елвис Стојко                                        | Алексеј Урманов                                     |
| 1994       | Чиба                                                | Елвис Стојко                                        | Филип Канделоро                                     | Вјачеслав Загородњук                                |
| 1995       | Бирмингем                                           | Елвис Стојко                                        | Тод Елдреџ                                          | Филип Канделоро                                     |
| 1996       | Едмонтон                                            | Тод Елдреџ                                          | Иља Кулик                                           | Rudy Galindo                                        |
| 1997       | Лозана                                              | Елвис Стојко                                        | Тод Елдреџ                                          | Алексеј Јагудин                                     |
| 1998       | Минеаполис                                          | Алексеј Јагудин                                     | Тод Елдреџ                                          | Јевгениј Плушенко                                   |
| 1999       | Хелсинки                                            | Алексеј Јагудин                                     | Јевгениј Плушенко                                   | Мајкл Вајс                                          |
| 2000       | Ница                                                | Алексеј Јагудин                                     | Елвис Стојко                                        | Мајкл Вајс                                          |
| 2001       | Ванкувер                                            | Јевгениј Плушенко                                   | Алексеј Јагудин                                     | Тод Елдреџ                                          |
| 2002       | Нагано                                              | Алексеј Јагудин                                     | Тимоти Гоебел                                       | Такеши Хонда                                        |
| 2003       | Вашингтон                                           | Јевгениј Плушенко                                   | Тимоти Гоебел                                       | Такеши Хонда                                        |
| 2004       | Дортмунд                                            | Јевгениј Плушенко                                   | Брајан Жубер                                        | Стефан Линдерман                                    |
| 2005       | Москва                                              | Стефан Ламбијел                                     | Џефри Бутл                                          | Еван Лајзачек                                       |
| 2006       | Калгари                                             | Стефан Ламбијел                                     | Брајан Жубер                                        | Еван Лајзачек                                       |
| 2007       | Токио                                               | Брајан Жубер                                        | Даисуке Такахаши                                    | Стефан Ламбијел                                     |
| 2008       | Гетеборг                                            | Џефри Бутл                                          | Брајан Жубер                                        | Џони Вир                                            |
| 2009       | Лос Анђелес                                         | Еван Лајзачек                                       | Патрик Чен                                          | Брајан Жубер                                        |
| 2010       | Торино                                              | Даисуке Такахаши                                    | Патрик Чен                                          | Брајан Жубер                                        |
| 2011       | Москва                                              | Патрик Чен                                          | Такахико Козука                                     | Артур Гачински                                      |
| 2012       | Ница                                                | Патрик Чен                                          | Даисуке Такахаши                                    | Јузуру Ханју                                        |
| 2013       | Лондон                                              | Патрик Чен                                          | Денис Тен                                           | Хавијер Фернадез                                    |
| 2014       | Саитама                                             | Јузуру Ханју                                        | Тацуки Мачида                                       | Хавијер Фернадез                                    |
| 2015       | Шангај                                              | Хавијер Фернадез                                    | Јузуру Ханју                                        | Денис Тен                                           |
| 2016       | Бостон                                              | Хавијер Фернадез                                    | Јузуру Ханју                                        | Џин Бојанг                                          |
| 2017       | Хелсинки                                            | Јузуру Ханју                                        | Шома Уно                                            | Џин Бојанг                                          |
| 2018       | Милано                                              |                                                     |                                                     |                                                     |
| 2019       | Саитама                                             |                                                     |                                                     |                                                     |

Највише титула:
- :(23) (22) (15)
- :(10)  Улрих Салков
- :(21) (16) (13)
- :(18) (15) (12)

### Жене
| Година     | Место                                               | Злато                                               | Сребро                                              | Бронза                                              |
| 1906       | Давос                                               | Меџ Сајерс                                          | Џени Херц                                           | Лили Кронбергер                                     |
| 1907       | Беч                                                 | Меџ Сајерс                                          | Џени Херц                                           | Лили Кронбергер                                     |
| 1908       | Опава                                               | Лили Кронбергер                                     | Елса Рендшмит                                       | није било других такмичара                          |
| 1909       | Будимпешта                                          | Лили Кронбергер                                     | није било других такмичара                          | није било других такмичара                          |
| 1910       | Берлин                                              | Лили Кронбергер                                     | Елса Рендшмит                                       | није било других такмичара                          |
| 1911       | Беч                                                 | Лили Кронбергер                                     | Опика вон Мераи Хорват                              | Лудовика Јакобсон                                   |
| 1912       | Давос                                               | Опика вон Мераи Хорват                              | Дороти Гринхоу Смит                                 | Филис Џонсон                                        |
| 1913       | Стокхолм                                            | Опика вон Мераи Хорват                              | Филис Џонсон                                        | Свеа Норен                                          |
| 1914       | Санкт Мориц                                         | Опика вон Мераи Хорват                              | Ангела Ханка                                        | Филис Џонсон                                        |
| 1915– 1921 | Није одржано због Првог светског рата               | Није одржано због Првог светског рата               | Није одржано због Првог светског рата               | Није одржано због Првог светског рата               |
| 1922       | Стокхолм                                            | Херма Сабо                                          | Свеа Норен                                          | Марго Ме                                            |
| 1923       | Беч                                                 | Херма Сабо                                          | Гизела Реихман                                      | Свеа Норен                                          |
| 1924       | Осло                                                | Херма Сабо                                          | Елен Брокхофт                                       | Белатрикс Лоугран                                   |
| 1925       | Давос                                               | Херма Сабо                                          | Елен Брокхофт                                       | Елизабет Бекел                                      |
| 1926       | Стокхолм                                            | Херма Сабо                                          | Соња Хени                                           | Кетлин Шо                                           |
| 1927       | Осло                                                | Соња Хени                                           | Херма Сабо                                          | Карен Сименсен                                      |
| 1928       | Лондон                                              | Соња Хени                                           | Марибел Винсон                                      | Фрици Бургер                                        |
| 1929       | Будимпешта                                          | Соња Хени                                           | Фрици Бургер                                        | Мелита Брунер                                       |
| 1930       | Њујорк                                              | Соња Хени                                           | Сесил Смит                                          | Марибел Винсон                                      |
| 1931       | Берлин                                              | Соња Хени                                           | Хилда Холовски                                      | Фрици Бургер                                        |
| 1932       | Монтреал                                            | Соња Хени                                           | Фрици Бургер                                        | Констанца Вилсон Самуел                             |
| 1933       | Стокхолм                                            | Соња Хени                                           | Виви Ане Хултен                                     | Хилда Холовски                                      |
| 1934       | Осло                                                | Соња Хени                                           | Меган Тејлор                                        | Лизелоте Ландбек                                    |
| 1935       | Беч                                                 | Соња Хени                                           | Сисилија Колеџ                                      | Виви Ане Хултен                                     |
| 1936       | Париз                                               | Соња Хени                                           | Меган Тејлор                                        | Виви Ане Хултен                                     |
| 1937       | Лондон                                              | Сисилија Колеџ                                      | Меган Тејлор                                        | Виви Ане Хултен                                     |
| 1938       | Стокхолм                                            | Меган Тејлор                                        | Сисилија Колеџ                                      | Хеди Стенуф                                         |
| 1939       | Праг                                                | Меган Тејлор                                        | Хеди Стенуф                                         | Дафни Вокер                                         |
| 1940– 1946 | Није одржано због Другог светског рата              | Није одржано због Другог светског рата              | Није одржано због Другог светског рата              | Није одржано због Другог светског рата              |
| 1947       | Стокхолм                                            | Барбара Ен Скот                                     | Дафни Вокер                                         | Гречен Мерил                                        |
| 1948       | Давос                                               | Барбара Ен Скот                                     | Ева Павлик                                          | Јиржина Неколова                                    |
| 1949       | Париз                                               | Алена Врзанова                                      | Ивон Шерман                                         | Џанет Алтвег                                        |
| 1950       | Лондон                                              | Алена Врзанова                                      | Џанет Алтвег                                        | Ивон Шерман                                         |
| 1951       | Милано                                              | Џанет Алтвег                                        | Жаклин ди Бјеф                                      | Соња Клопер                                         |
| 1952       | Париз                                               | Жаклин ди Бјеф                                      | Соња Клопер                                         | Вирџинија Бакстер                                   |
| 1953       | Давос                                               | Тенли Олбрајт                                       | Гунди Буш                                           | Валда Озборн                                        |
| 1954       | Осло                                                | Гунди Буш                                           | Тенли Олбрајт                                       | Ерика Бачелор                                       |
| 1955       | Беч                                                 | Тенли Олбрајт                                       | Керол Хајс                                          | Хана Ајгел                                          |
| 1956       | Гармиш-Партенкирхен                                 | Керол Хајс                                          | Тенли Олбрајт                                       | Ингрид Вендл                                        |
| 1957       | Колорадо Спрингс                                    | Керол Хајс                                          | Хана Ајгел                                          | Ингрид Вендл                                        |
| 1958       | Париз                                               | Керол Хајс                                          | Ингрид Вендл                                        | Хана Валтер                                         |
| 1959       | Колорадо Спрингс                                    | Керол Хајс                                          | Хана Валтер                                         | Шаукје Дајкстра                                     |
| 1960       | Ванкувер                                            | Керол Хајс                                          | Шаукје Дајкстра                                     | Барбара Ролз                                        |
| 1961       | Није одржано због авионске несреће (Сабена лет 548) | Није одржано због авионске несреће (Сабена лет 548) | Није одржано због авионске несреће (Сабена лет 548) | Није одржано због авионске несреће (Сабена лет 548) |
| 1962       | Праг                                                | Шаукје Дајкстра                                     | Венди Гринер                                        | Регина Хајцер                                       |
| 1963       | Кортина д'Ампецо                                    | Шаукје Дајкстра                                     | Регина Хајцер                                       | Никол Хаслер                                        |
| 1964       | Дортмунд                                            | Шаукје Дајкстра                                     | Регина Хајцер                                       | Петра Бурка                                         |
| 1965       | Колорадо Спрингс                                    | Петра Бурка                                         | Регина Хајцер                                       | Пеги Флеминг                                        |
| 1966       | Давос                                               | Пеги Флеминг                                        | Габријела Сајферт                                   | Петра Бурка                                         |
| 1967       | Беч                                                 | Пеги Флеминг                                        | Габријела Сајферт                                   | Хана Машкова                                        |
| 1968       | Женева                                              | Пеги Флеминг                                        | Габријела Сајферт                                   | Хана Машкова                                        |
| 1969       | Колорадо Спрингс                                    | Габријела Сајферт                                   | Беатрикс Шуба                                       | Жужа Алмаши                                         |
| 1970       | Љубљана                                             | Габријела Сајферт                                   | Беатрикс Шуба                                       | Џули Лин Холмс                                      |
| 1971       | Лион                                                | Беатрикс Шуба                                       | Џули Лин Холмс                                      | Карен Магнусен                                      |
| 1972       | Калгари                                             | Беатрикс Шуба                                       | Карен Магнусен                                      | Џенет Лин                                           |
| 1973       | Братислава                                          | Карен Магнусен                                      | Џенет Лин                                           | Кристина Ерат                                       |
| 1974       | Минхен                                              | Кристина Ерат                                       | Дороти Хамил                                        | Дијане де Леув                                      |
| 1975       | Колорадо Спрингс                                    | Дијане де Леув                                      | Дороти Хамил                                        | Кристина Ерат                                       |
| 1976       | Гетеборг                                            | Дороти Хамил                                        | Кристина Ерат                                       | Дијане де Леув                                      |
| 1977       | Токио                                               | Линда Фратијани                                     | Анет Печ                                            | Дагмар Лурц                                         |
| 1978       | Отава                                               | Анет Печ                                            | Линда Фратијани                                     | Сузана Дријано                                      |
| 1979       | Беч                                                 | Линда Фратијани                                     | Анет Печ                                            | Еми Ватанабе                                        |
| 1980       | Дортмунд                                            | Анет Печ                                            | Дагмар Лурц                                         | Линда Фратијани                                     |
| 1981       | Хартфорд                                            | Дениз Бјелман                                       | Елајн Зајак                                         | Клаудија Кристофич-Биндер                           |
| 1982       | Копенхаген                                          | Елајн Зајак                                         | Катарина Вит                                        | Клаудија Кристофич-Биндер                           |
| 1983       | Хелсинки                                            | Розалин Самнерс                                     | Клаудија Лајстнер                                   | Elena Vodorezova                                    |
| 1984       | Отава                                               | Катарина Вит                                        | Ана Кондрашова                                      | Елајн Зајак                                         |
| 1985       | Токио                                               | Катарина Вит                                        | Кира Иванова                                        | Тифани Чин                                          |
| 1986       | Женева                                              | Деби Томас                                          | Катарина Вит                                        | Тифани Чин                                          |
| 1987       | Синсинати                                           | Катарина Вит                                        | Деби Томас                                          | Карин Кадави                                        |
| 1988       | Будимпешта                                          | Катарина Вит                                        | Елизабет Манли                                      | Деби Томас                                          |
| 1989       | Париз                                               | Мидори Ито                                          | Клаудија Лајстнер                                   | Џил Тренари                                         |
| 1990       | Халифакс                                            | Џил Тренари                                         | Мидори Ито                                          | Холи Кук                                            |
| 1991       | Минхен                                              | Кристи Јамагучи                                     | Тоња Хардинг                                        | Ненси Кериган                                       |
| 1992       | Окланд                                              | Кристи Јамагучи                                     | Ненси Кериган                                       | Чен Лу                                              |
| 1993       | Праг                                                | Оксана Бајул                                        | Сирја Бонали                                        | Чен Лу                                              |
| 1994       | Чиба                                                | Јука Сато                                           | Сирја Бонали                                        | Тања Шевченко                                       |
| 1995       | Бирмингем                                           | Чен Лу                                              | Сирја Бонали                                        | Никол Бобек                                         |
| 1996       | Едмонтон                                            | Мишел Кван                                          | Чен Лу                                              | Ирина Слутска                                       |
| 1997       | Лозана                                              | Тара Липински                                       | Мишел Кван                                          | Ванеса Гусмероли                                    |
| 1998       | Минеаполис                                          | Мишел Кван                                          | Ирина Слутска                                       | Марија Бутурскаја                                   |
| 1999       | Хелсинки                                            | Марија Бутурскаја                                   | Мишел Кван                                          | Јулија Солдатова                                    |
| 2000       | Ница                                                | Мишел Кван                                          | Ирина Слутска                                       | Марија Бутурскаја                                   |
| 2001       | Ванкувер                                            | Мишел Кван                                          | Ирина Слутска                                       | Сара Хјуз                                           |
| 2002       | Нагано                                              | Ирина Слутска                                       | Мишел Кван                                          | Фумие Сугури                                        |
| 2003       | Вашингтон                                           | Мишел Кван                                          | Елена Соколова                                      | Фумие Сугури                                        |
| 2004       | Дортмунд                                            | Шизука Аракава                                      | Саша Коен                                           | Мишел Кван                                          |
| 2005       | Москва                                              | Ирина Слутска                                       | Саша Коен                                           | Каролина Костнер                                    |
| 2006       | Калгари                                             | Кими Мајснер                                        | Фумие Сугури                                        | Саша Коен                                           |
| 2007       | Токио                                               | Мики Андо                                           | Мао Асада                                           | Ким Јуна                                            |
| 2008       | Гетеборг                                            | Мао Асада                                           | Каролина Костнер                                    | Ким Јуна                                            |
| 2009       | Лос Анђелес                                         | Ким Јуна                                            | Џоуни Рошет                                         | Мики Андо                                           |
| 2010       | Торино                                              | Мао Асада                                           | Ким Јуна                                            | Лаура Леписто                                       |
| 2011       | Москва                                              | Мики Андо                                           | Ким Јуна                                            | Каролина Костнер                                    |
| 2012       | Ница                                                | Каролина Костнер                                    | Алена Леонова                                       | Акико Сузуки                                        |
| 2013       | Лондон                                              | Ким Јуна                                            | Каролина Костнер                                    | Мао Асада                                           |
| 2014       | Саитама                                             | Мао Асада                                           | Јулија Липницкаја                                   | Каролина Костнер                                    |
| 2015       | Шангај                                              | Јелизавета Туктамишева                              | Сатоко Мијахара                                     | Елена Радионова                                     |
| 2016       | Бостон                                              | Јевгенија Медведева                                 | Ешли Вагнер                                         | Ана Погорилаја                                      |
| 2017       | Хелсинки                                            | Јевгенија Медведева                                 | Кетлин Озмонд                                       | Габријела Далеман                                   |
| 2018       | Милано                                              |                                                     |                                                     |                                                     |
| 2019       | Саитама                                             |                                                     |                                                     |                                                     |

Највише титула:
- :(26) (10) (9)
- :(10)  Соња Хени
- :(22) (17) (9)
- :(24) (12) (7)

### Спортски парови
| Година     | Место                                               | Злато                                               | Сребро                                              | Бронза                                              |
| 1908       | Санкт Петербург                                     | Ана Хиблер / Хајнрих Бургер                         | Филис Џонсон / Џејмс Хенри Џонсон                   | Лидија Попова / Александар Фишер                    |
| 1909       | Стокхолм                                            | Филис Џонсон / Џејмс Хенри Џонсон                   | Валбург Лидахл / Нилс Розениус                      | Гертруда Сторм / Ричард Јохансон                    |
| 1910       | Берлин                                              | Ана Хиблер / Хајнрих Бургер                         | Лудовика Јакобсон / Валтер Јакобсон                 | Филис Џонсон / Џејмс Хенри Џонсон                   |
| 1911       | Беч                                                 | Лудовика Јакобсон / Валтер Јакобсон                 | није било других такмичара                          | није било других такмичара                          |
| 1912       | Манчестер                                           | Филис Џонсон / Џејмс Хенри Џонсон                   | Лудовика Јакобсон / Валтер Јакобсон                 | Алексија Брин / Ингвар Брин                         |
| 1913       | Стокхолм                                            | Хелена Енгелман / Карл Мејстрик                     | Лудовика Јакобсон / Валтер Јакобсон                 | Криста вон Сабо / Лео Хорвиц                        |
| 1914       | Санкт Мориц                                         | Лудовика Јакобсон / Валтер Јакобсон                 | Хелена Енгелман / Карл Мејстрик                     | Криста вон Сабо / Лео Хорвиц                        |
| 1915– 1921 | Није одржано због Првог светског рата               | Није одржано због Првог светског рата               | Није одржано због Првог светског рата               | Није одржано због Првог светског рата               |
| 1922       | Давос                                               | Хелена Енгелман / Алфред Бергер                     | Лудовика Јакобсон / Валтер Јакобсон                 | Маргарет Мецнер / Пол Мецнер                        |
| 1923       | Осло                                                | Лудовика Јакобсон / Валтер Јакобсон                 | Алексија Брин / Ингвар Брин                         | Елна Хенриксон / Кај аф Екстром                     |
| 1924       | Манчестер                                           | Хелена Енгелман / Алфред Бергер                     | Ethel Muckelt / John F. Page                        | Елна Хенриксон / Кај аф Екстром                     |
| 1925       | Беч                                                 | Херма Сабо / Лудвиг Вреде                           | Андре Жоли / Пјер Брине                             | Лили Шолц / Ото Кајзер                              |
| 1926       | Берлин                                              | Андре Жоли / Пјер Брине                             | Лили Шолц / Ото Кајзер                              | Херма Сабо / Лудвиг Вреде                           |
| 1927       | Беч                                                 | Херма Сабо / Лудвиг Вреде                           | Лили Шолц / Ото Кајзер                              | Елса Хоп / Оскар Хоп                                |
| 1928       | Лондон                                              | Андре Жоли / Пјер Брине                             | Лили Шолц / Ото Кајзер                              | Мелита Брунер / Лудвиг Вреде                        |
| 1929       | Будимпешта                                          | Лили Шолц / Ото Кајзер                              | Мелита Брунер / Лудвиг Вреде                        | Олга Оргониста / Шандор Салај                       |
| 1930       | Њујорк                                              | Андре Жоли / Пјер Брине                             | Мелита Брунер / Лудвиг Вреде                        | Белатрикс Лоугран / Шервин Беџер                    |
| 1931       | Берлин                                              | Емилија Ротер / Ласло Солаш                         | Олга Оргониста / Шандор Салај                       | Иди Папез / Карл Цвак                               |
| 1932       | Монтреал                                            | Андре Жоли / Пјер Брине                             | Емилија Ротер / Ласло Солаш                         | Белатрикс Лоугран / Шервин Беџер                    |
| 1933       | Стокхолм                                            | Емилија Ротер / Ласло Солаш                         | Иди Папез / Карл Цвак                               | Ранди Бак / Кристин Кристенсен                      |
| 1934       | Хелсинки                                            | Емилија Ротер / Ласло Солаш                         | Иди Папез / Карл Цвак                               | Макси Хербер / Ернст Бајер                          |
| 1935       | Будимпешта                                          | Емилија Ротер / Ласло Солаш                         | Илсе Паузин / Ерик Паузин                           | Луси Гало / Режо Дилингер                           |
| 1936       | Париз                                               | Макси Хербер / Ернст Бајер                          | Илсе Паузин / Ерик Паузин                           | Вајолет Клифт / Лезли Клиф                          |
| 1937       | Лондон                                              | Макси Хербер / Ернст Бајер                          | Илсе Паузин / Ерик Паузин                           | Вајолет Клифт / Лезли Клиф                          |
| 1938       | Берлин                                              | Макси Хербер / Ернст Бајер                          | Илсе Паузин / Ерик Паузин                           | Инге Кох / Гинтер Ноак                              |
| 1939       | Будимпешта                                          | Макси Хербер / Ернст Бајер                          | Илсе Паузин / Ерик Паузин                           | Инге Кох / Гинтер Ноак                              |
| 1940– 1946 | Није одржано због Другог светског рата              | Није одржано због Другог светског рата              | Није одржано због Другог светског рата              | Није одржано због Другог светског рата              |
| 1947       | Стокхолм                                            | Мишлен Ланоа / Пјер Боњије                          | Керол Кенеди / Питер Кенеди                         | Сузан Дискев / Едмонд Фербустел                     |
| 1948       | Давос                                               | Мишлен Ланоа / Пјер Боњије                          | Андреа Кекеши / Еде Кираљ                           | Сузан Мороу / Волас Дистелмејер                     |
| 1949       | Париз                                               | Андреа Кекеши / Еде Кираљ                           | Керол Кенеди / Питер Кенеди                         | Ен Дејвис / Карлтон Хофнер                          |
| 1950       | Лондон                                              | Керол Кенеди / Питер Кенеди                         | Џенифер Никс / Џон Никс                             | Маријана Нађ / Ласло Нађ                            |
| 1951       | Милано                                              | Рија Баран / Паул Фалк                              | Керол Кенеди / Питер Кенеди                         | Џенифер Никс / Џон Никс                             |
| 1952       | Париз                                               | Рија Баран / Паул Фалк                              | Керол Кенеди / Питер Кенеди                         | Џенифер Никс / Џон Никс                             |
| 1953       | Давос                                               | Џенифер Никс / Џон Никс                             | Франсес Дафо / Норис Боуден                         | Маријана Нађ / Ласло Нађ                            |
| 1954       | Осло                                                | Франсес Дафо / Норис Боуден                         | Силвија Гранжан / Мишел Гранжан                     | Елизабет Шварц / Курт Опелт                         |
| 1955       | Беч                                                 | Франсес Дафо / Норис Боуден                         | Елизабет Шварц / Курт Опелт                         | Маријана Нађ / Ласло Нађ                            |
| 1956       | Гармиш-Партенкирхен                                 | Елизабет Шварц / Курт Опелт                         | Франсес Дафо / Норис Боуден                         | Марика Килијус / Франц Нингел                       |
| 1957       | Колорадо Спрингс                                    | Барбара Вагнер / Роберт Пол                         | Марика Килијус / Франц Нингел                       | Марија Јелинек / Ото Јелинек                        |
| 1958       | Париз                                               | Барбара Вагнер / Роберт Пол                         | Вера Суханкова / Здењек Долежал                     | Марија Јелинек / Ото Јелинек                        |
| 1959       | Колорадо Спрингс                                    | Барбара Вагнер / Роберт Пол                         | Марика Килијус / Ханс Јирген Баумлер                | Ненси Ладингтон / Роналд Ладингтон                  |
| 1960       | Ванкувер                                            | Барбара Вагнер / Роберт Пол                         | Марија Јелинек / Ото Јелинек                        | Марика Килијус / Ханс Јирген Баумлер                |
| 1961       | Није одржано због авионске несреће (Сабена лет 548) | Није одржано због авионске несреће (Сабена лет 548) | Није одржано због авионске несреће (Сабена лет 548) | Није одржано због авионске несреће (Сабена лет 548) |
| 1962       | Праг                                                | Марија Јелинек / Ото Јелинек                        | Људмила Белоусова / Олег Протопопов                 | Маргрет Гобл / Франц Нингел                         |
| 1963       | Кортина д'Ампецо                                    | Марика Килијус / Ханс Јирген Баумлер                | Људмила Белоусова / Олег Протопопов                 | Татјана Жук / Александар Гаврилов                   |
| 1964       | Дортмунд                                            | Марика Килијус / Ханс Јирген Баумлер                | Људмила Белоусова / Олег Протопопов                 | Деби Вилкис / Ги Ревел                              |
| 1965       | Колорадо Спрингс                                    | Људмила Белоусова / Олег Протопопов                 | Вивијан Јозеф / Роналд Јозеф                        | Татјана Жук / Александар Горелик                    |
| 1966       | Давос                                               | Људмила Белоусова / Олег Протопопов                 | Татјана Жук / Александар Горелик                    | Синтија Кауфман / Роналд Кауфман                    |
| 1967       | Беч                                                 | Људмила Белоусова / Олег Протопопов                 | Марго Глоксибер / Волфганг Дане                     | Синтија Кауфман / Роналд Кауфман                    |
| 1968       | Женева                                              | Људмила Белоусова / Олег Протопопов                 | Татјана Жук / Александар Горелик                    | Синтија Кауфман / Роналд Кауфман                    |
| 1969       | Колорадо Спрингс                                    | Ирина Родњина / Алексеј Уљанов                      | Тамара Москвина / Алексеј Мишин                     | Људмила Белоусова / Олег Протопопов                 |
| 1970       | Љубљана                                             | Ирина Родњина / Алексеј Уљанов                      | Људмила Смирнова / Андреј Сурајкин                  | Heidemarie Steiner / Heinz-Ulrich Walther           |
| 1971       | Лион                                                | Ирина Родњина / Алексеј Уљанов                      | Људмила Смирнова / Андреј Сурајкин                  | Алисија Старбак / Кенет Шели                        |
| 1972       | Калгари                                             | Ирина Родњина / Алексеј Уљанов                      | Људмила Смирнова / Андреј Сурајкин                  | Алисија Старбак / Кенет Шели                        |
| 1973       | Братислава                                          | Ирина Родњина / Александар Зајцев                   | Људмила Смирнова / Алексеј Уљанов                   | Мануела Грос / Уве Кагелман                         |
| 1974       | Минхен                                              | Ирина Родњина / Александар Зајцев                   | Људмила Смирнова / Алексеј Уљанов                   | Роми Кермер / Ролф Естерајх                         |
| 1975       | Колорадо Спрингс                                    | Ирина Родњина / Александар Зајцев                   | Роми Кермер / Ролф Естерајх                         | Мануела Грос / Уве Кагелман                         |
| 1976       | Гетеборг                                            | Ирина Родњина / Александар Зајцев                   | Роми Кермер / Ролф Естерајх                         | Ирина Воробјева / Александар Власов                 |
| 1977       | Токио                                               | Ирина Родњина / Александар Зајцев                   | Ирина Воробјева / Александар Власов                 | Тај Бабилонија / Ренди Гарднер                      |
| 1978       | Отава                                               | Ирина Родњина / Александар Зајцев                   | Мануела Магер / Уве Беверсдорф                      | Тај Бабилонија / Ренди Гарднер                      |
| 1979       | Беч                                                 | Тај Бабилонија / Ренди Гарднер                      | Марина Черкасова / Сергеј Шахрај                    | Сабина Баес / Тасило Тирбах                         |
| 1980       | Дортмунд                                            | Марина Черкасова / Сергеј Шахрај                    | Мануела Магер / Уве Беверсдорф                      | Марина Пестова / Станислав Леонович                 |
| 1981       | Хартфорд                                            | Ирина Воробјева / Igor Lisovski                     | Сабина Баес / Тасило Тирбах                         | Кристина Ригел / Андреас Нишвиц                     |
| 1982       | Копенхаген                                          | Сабина Баес / Тасило Тирбах                         | Марина Пестова / Станислав Леонович                 | Кити Карутерс / Питер Карутерс                      |
| 1983       | Хелсинки                                            | Јелена Валова / Олег Васиљев                        | Сабина Баес / Тасило Тирбах                         | Барбара Ундерхил / Пол Мартини                      |
| 1984       | Отава                                               | Барбара Ундерхил / Пол Мартини                      | Јелена Валова / Олег Васиљев                        | Сабина Баес / Тасило Тирбах                         |
| 1985       | Токио                                               | Јелена Валова / Олег Васиљев                        | Лариса Селезњева / Олег Макаров                     | Катарина Матосек / Лојд Ајслер                      |
| 1986       | Женева                                              | Јекатерина Гордејева / Сергеј Гринков               | Јелена Валова / Олег Васиљев                        | Синтија Коул / Марк Ровсом                          |
| 1987       | Синсинати                                           | Јекатерина Гордејева / Сергеј Гринков               | Јелена Валова / Олег Васиљев                        | Џил Вотсон / Питер Опегард                          |
| 1988       | Будимпешта                                          | Јелена Валова / Олег Васиљев                        | Јекатерина Гордејева / Сергеј Гринков               | Лариса Селезњева / Олег Макаров                     |
| 1989       | Париз                                               | Јекатерина Гордејева / Сергеј Гринков               | Синди Ланди / Линдон Џонсон                         | Јелена Бечке / Денис Петров                         |
| 1990       | Халифакс                                            | Јекатерина Гордејева / Сергеј Гринков               | Изабел Брасер / Лојд Ајслер                         | Наталија Мишкутенок / Артур Дмитријев               |
| 1991       | Минхен                                              | Наталија Мишкутенок / Артур Дмитријев               | Изабел Брасер / Лојд Ајслер                         | Наташа Кучики / Тод Санд                            |
| 1992       | Оукланд                                             | Наталија Мишкутенок / Артур Дмитријев               | Ратка Коваржикова / Рене Новотни                    | Изабел Брасер / Лојд Ајслер                         |
| 1993       | Праг                                                | Изабел Брасер / Лојд Ајслер                         | Менди Вецел / Инго Штојер                           | Јевгенија Шишкова / Вадим Наумов                    |
| 1994       | Чиба                                                | Јевгенија Шишкова / Вадим Наумов                    | Изабел Брасер / Лојд Ајслер                         | Марина Елцова / Андреј Бушков                       |
| 1995       | Бирмингем                                           | Ратка Коваржикова / Рене Новотни                    | Јевгенија Шишкова / Вадим Наумов                    | Џени Мено / Тод Санд                                |
| 1996       | Едмонтон                                            | Марина Елцова / Андреј Бушков                       | Менди Вецел / Инго Штојер                           | Џени Мено / Тод Санд                                |
| 1997       | Лозана                                              | Менди Вецел / Инго Штојер                           | Марина Елцова / Андреј Бушков                       | Оксана Казакова / Артур Дмитријев                   |
| 1998       | Минеаполис                                          | Јелена Бережнаја / Антон Сихарулидзе                | Џени Мено / Тод Санд                                | Пеги Шварц / Мирко Милер                            |
| 1999       | Хелсинки                                            | Јелена Бережнаја / Антон Сихарулидзе                | Шен Суеј / Џао Хунгбо                               | Дорота Загорска / Маријуш Сјудек                    |
| 2000       | Ница                                                | Марија Петрова / Алексеј Тихонов                    | Шен Суеј / Џао Хунгбо                               | Сара Абитбол / Стефан Бернадис                      |
| 2001       | Ванкувер                                            | Џејми Сале / Давид Пелетје                          | Јелена Бережнаја / Антон Сихарулидзе                | Шен Суеј / Џао Хунгбо                               |
| 2002       | Нагано                                              | Шен Суеј / Џао Хунгбо                               | Татјана Тотмјанина / Максим Марињин                 | Кјоко Ина / Џон Зимерман                            |
| 2003       | Вашингтон                                           | Шен Суеј / Џао Хунгбо                               | Татјана Тотмјанина / Максим Марињин                 | Марија Петрова / Алексеј Тихонов                    |
| 2004       | Дортмунд                                            | Татјана Тотмјанина / Максим Марињин                 | Шен Суеј / Џао Хунгбо                               | Панг Ћинг / Тунг Ђан                                |
| 2005       | Москва                                              | Татјана Тотмјанина / Максим Марињин                 | Марија Петрова / Алексеј Тихонов                    | Џанг Дан / Џанг Хао                                 |
| 2006       | Калгари                                             | Панг Ћинг / Тунг Ђан                                | Џанг Дан / Џанг Хао                                 | Марија Петрова / Алексеј Тихонов                    |
| 2007       | Токио                                               | Шен Суеј / Џао Хунгбо                               | Панг Ћинг / Тунг Ђан                                | Аљона Савченко / Робин Солкови                      |
| 2008       | Гетеборг                                            | Аљона Савченко / Робин Солкови                      | Џанг Дан / Џанг Хао                                 | Џесика Дубе / Брус Дависон                          |
| 2009       | Лос Анђелес                                         | Аљона Савченко / Робин Солкови                      | Џанг Дан / Џанг Хао                                 | Јуко Кавагути / Александар Смирнов                  |
| 2010       | Торино                                              | Панг Ћинг / Тунг Ђан                                | Аљона Савченко / Робин Солкови                      | Јуко Кавагути / Александар Смирнов                  |
| 2011       | Москва                                              | Аљона Савченко / Робин Солкови                      | Татјана Волосозар / Максим Транков                  | Панг Ћинг / Тунг Ђан                                |
| 2012       | Ница                                                | Аљона Савченко / Робин Солкови                      | Татјана Волосозар / Максим Транков                  | Наруми Такахаши / Мервин Тран                       |
| 2013       | Лондон                                              | Татјана Волосозар / Максим Транков                  | Аљона Савченко / Робин Солкови                      | Меган Духамел / Ерик Радфорд                        |
| 2014       | Саитама                                             | Аљона Савченко / Робин Солкови                      | Ксенија Столбова / Федор Климов                     | Меган Духамел / Ерик Радфорд                        |
| 2015       | Шангај                                              | Меган Духамел / Ерик Радфорд                        | Суи Венђинг / Хан Конг                              | Панг Ћинг / Тунг Ђан                                |
| 2016       | Бостон                                              | Меган Духамел / Ерик Радфорд                        | Суи Венђинг / Хан Конг                              | Аљона Савченко / Бруно Масот                        |
| 2017       | Хелсинки                                            | Суи Венђинг / Хан Конг                              | Аљона Савченко / Бруно Масот                        | Јевгенија Тарасова / Владимир Морозов               |
| 2018       | Милано                                              |                                                     |                                                     |                                                     |
| 2019       | Саитама                                             |                                                     |                                                     |                                                     |

Највише титула:
- :(33) (17) (12)
- :(10)  Ирина Родњина
- :(6)  Ирина Родњина / Александар Зајцев
- :(28) (13) (10),
- :(17),  (11),

### Плесни парови
| Година | Место                                               | Злато                                               | Сребро                                              | Бронза                                              |
| 1952   | Париз                                               | Џин Вествуд / Лоренс Деми                           | Џоан Деврист / Џон Слејтер                          | Карол Ен Петерс / Данијел Рајан                     |
| 1953   | Давос                                               | Џин Вествуд / Лоренс Деми                           | Џоан Деврист / Џон Слејтер                          | Карол Ен Петерс / Данијел Рајан                     |
| 1954   | Осло                                                | Џин Вествуд / Лоренс Деми                           | Неста Дејвис / Пол Томас                            | Кармел Бодел / Едвард Бодел                         |
| 1955   | Беч                                                 | Џин Вествуд / Лоренс Деми                           | Памела Вејт / Пол Томас                             | Барбара Радфорд / Рејмонд Локвуд                    |
| 1956   | Гармиш-Партенкирхен                                 | Памела Вејт / Пол Томас                             | Џун Маркам / Кортни Џонс                            | Барбара Томпсон / Џерард Ригби                      |
| 1957   | Колорадо Спрингс                                    | Џун Маркам / Кортни Џонс                            | Џералдина Фентон / Вилијам Маклахлан                | Шерон Макензи / Берт Рајт                           |
| 1958   | Париз                                               | Џун Маркам / Кортни Џонс                            | Џералдина Фентон / Вилијам Маклахлан                | Андре Андерсон / Доналд Џакоби                      |
| 1959   | Колорадо Спрингс                                    | Дорин Дени / Кортни Џонс                            | Андре Андерсон / Доналд Џакоби                      | Џералдина Фентон / Вилијам Маклахлан                |
| 1960   | Ванкувер                                            | Дорин Дени / Кортни Џонс                            | Вирџинија Томпсон / Вилијам Маклахлан               | Кристијана Гуел / Жан Пол Гуел                      |
| 1961   | Није одржано због авионске несреће (Сабена лет 548) | Није одржано због авионске несреће (Сабена лет 548) | Није одржано због авионске несреће (Сабена лет 548) | Није одржано због авионске несреће (Сабена лет 548) |
| 1962   | Праг                                                | Ева Романова / Павел Роман                          | Кристијана Гуел / Жан Пол Гуел                      | Вирџинија Томпсон / Вилијам Маклахлан               |
| 1963   | Кортина д'Ампецо                                    | Ева Романова / Павел Роман                          | Линда Шерман / Мајкл Филипс                         | Полет Доан / Кенет Ормсби                           |
| 1964   | Дортмунд                                            | Ева Романова / Павел Роман                          | Полет Доан / Кенет Ормсби                           | Џенет Собриџ / Дејвид Хикинботом                    |
| 1965   | Колорадо Спрингс                                    | Ева Романова / Павел Роман                          | Џенет Собриџ / Дејвид Хикинботом                    | Лорна Дајер / Џон Карел                             |
| 1966   | Давос                                               | Дајана Товлер / Бернард Форд                        | Кристина Фортун / Денис Швејм                       | Лорна Дајер / Џон Карел                             |
| 1967   | Беч                                                 | Дајана Товлер / Бернард Форд                        | Лорна Дајер / Џон Карел                             | Ивон Судик / Малком Канон                           |
| 1968   | Женева                                              | Дајана Товлер / Бернард Форд                        | Ивон Судик / Малком Канон                           | Џенет Собриџ / Џон Лејн                             |
| 1969   | Колорадо Спрингс                                    | Дајана Товлер / Бернард Форд                        | Људмила Пахомова / Александар Горшков               | Џуди Швомејер / Џејмс Сладки                        |
| 1970   | Љубљана                                             | Људмила Пахомова / Александар Горшков               | Џуди Швомејер / Џејмс Сладки                        | Анђелика Бак / Ерик Бак                             |
| 1971   | Лион                                                | Људмила Пахомова / Александар Горшков               | Анђелика Бак / Ерик Бак                             | Џуди Швомејер / Џејмс Сладки                        |
| 1972   | Калгари                                             | Људмила Пахомова / Александар Горшков               | Анђелика Бак / Ерик Бак                             | Џуди Швомејер / Џејмс Сладки                        |
| 1973   | Братислава                                          | Људмила Пахомова / Александар Горшков               | Анђелика Бак / Ерик Бак                             | Хилари Грин / Глен Вотс                             |
| 1974   | Минхен                                              | Људмила Пахомова / Александар Горшков               | Хилари Грин / Глен Вотс                             | Наталија Линичук / Генади Карпоносов                |
| 1975   | Колорадо Спрингс                                    | Ирина Моисејева / Андреј Мињенков                   | Колин О’Конор / Џејмс Милнс                         | Хилари Грин / Глен Вотс                             |
| 1976   | Гетеборг                                            | Људмила Пахомова / Александар Горшков               | Ирина Моисејева / Андреј Мињенков                   | Колин О’Конор / Џејмс Милнс                         |
| 1977   | Токио                                               | Ирина Моисејева / Андреј Мињенков                   | Џенет Томпсон / Ворен Максвел                       | Наталија Линичук / Генади Карпоносов                |
| 1978   | Отава                                               | Наталија Линичук / Генади Карпоносов                | Ирина Моисејева / Андреј Мињенков                   | Кристина Регеци / Андраш Шалај                      |
| 1979   | Беч                                                 | Наталија Линичук / Генади Карпоносов                | Кристина Регеци / Андраш Шалај                      | Ирина Моисејева / Андреј Мињенков                   |
| 1980   | Дортмунд                                            | Кристина Регеци / Андраш Шалај                      | Наталија Линичук / Генади Карпоносов                | Ирина Моисејева / Андреј Мињенков                   |
| 1981   | Хартфорд                                            | Џејн Торвил / Кристофер Дин                         | Ирина Моисејева / Андреј Мињенков                   | Наталија Бестемјанова / Андреј Букин                |
| 1982   | Копенхаген                                          | Џејн Торвил / Кристофер Дин                         | Наталија Бестемјанова / Андреј Букин                | Ирина Моисејева / Андреј Мињенков                   |
| 1983   | Хелсинки                                            | Џејн Торвил / Кристофер Дин                         | Наталија Бестемјанова / Андреј Букин                | Џуди Блумберг / Мајкл Сајберт                       |
| 1984   | Отава                                               | Џејн Торвил / Кристофер Дин                         | Наталија Бестемјанова / Андреј Букин                | Џуди Блумберг / Мајкл Сајберт                       |
| 1985   | Токио                                               | Наталија Бестемјанова / Андреј Букин                | Марина Климова / Сергеј Пономаренко                 | Џуди Блумберг / Мајкл Сајберт                       |
| 1986   | Женева                                              | Наталија Бестемјанова / Андреј Букин                | Марина Климова / Сергеј Пономаренко                 | Трејси Вилсон / Роберт Макол                        |
| 1987   | Синсинати                                           | Наталија Бестемјанова / Андреј Букин                | Марина Климова / Сергеј Пономаренко                 | Трејси Вилсон / Роберт Макол                        |
| 1988   | Будимпешта                                          | Наталија Бестемјанова / Андреј Букин                | Марина Климова / Сергеј Пономаренко                 | Трејси Вилсон / Роберт Макол                        |
| 1989   | Париз                                               | Марина Климова / Сергеј Пономаренко                 | Маја Усова / Александар Жулин                       | Изабел Дишесне / Пол Дишесне                        |
| 1990   | Халифакс                                            | Марина Климова / Сергеј Пономаренко                 | Изабел Дишесне / Пол Дишесне                        | Маја Усова / Александар Жулин                       |
| 1991   | Минхен                                              | Изабел Дишесне / Пол Дишесне                        | Марина Климова / Сергеј Пономаренко                 | Маја Усова / Александар Жулин                       |
| 1992   | Окланд                                              | Марина Климова / Сергеј Пономаренко                 | Маја Усова / Александар Жулин                       | Оксана Гришук / Евгени Платов                       |
| 1993   | Праг                                                | Маја Усова / Александар Жулин                       | Оксана Гришук / Евгени Платов                       | Анжелика Крилова / Владимир Федоров                 |
| 1994   | Чиба                                                | Оксана Гришук / Евгени Платов                       | Софи Мониоте / Паскал Лаванчи                       | Сузана Рахкамо / Петри Коко                         |
| 1995   | Бирмингем                                           | Оксана Гришук / Евгени Платов                       | Сузана Рахкамо / Петри Коко                         | Софи Мониоте / Паскал Лаванчи                       |
| 1996   | Едмонтон                                            | Оксана Гришук / Евгени Платов                       | Анжелика Крилова / Олег Овсјаников                  | Ша Лин Бурн / Виктор Крац                           |
| 1997   | Лозана                                              | Оксана Гришук / Евгени Платов                       | Анжелика Крилова / Олег Овсјаников                  | Ша Лин Бурн / Виктор Крац                           |
| 1998   | Минеаполис                                          | Анжелика Крилова / Олег Овсјаников                  | Марина Анисина / Гвендал Пезера                     | Ша Лин Бурн / Виктор Крац                           |
| 1999   | Хелсинки                                            | Анжелика Крилова / Олег Овсјаников                  | Марина Анисина / Гвендал Пезера                     | Ша Лин Бурн / Виктор Крац                           |
| 2000   | Ница                                                | Марина Анисина / Гвендал Пезера                     | Барбара Фусар-Поли / Маурицио Маргаљо               | Маргарита Дробиацко / Повилас Ванагас               |
| 2001   | Ванкувер                                            | Барбара Фусар-Поли / Маурицио Маргаљо               | Марина Анисина / Гвендал Пезера                     | Ирина Лобачева / Иља Авербух                        |
| 2002   | Нагано                                              | Ирина Лобачева / Иља Авербух                        | Ша Лин Бурн / Виктор Крац                           | Галит Чат / Сергеј Шаконовски                       |
| 2003   | Вашингтон                                           | Ша Лин Бурн / Виктор Крац                           | Ирина Лобачева / Иља Авербух                        | Албена Денкова / Максим Стависки                    |
| 2004   | Дортмунд                                            | Татјана Навка / Роман Костомаров                    | Албена Денкова / Максим Стависки                    | Кети Винклер / Рене Лосе                            |
| 2005   | Москва                                              | Татјана Навка / Роман Костомаров                    | Танит Белбин / Бенџамин Агосто                      | Елена Грушина / Руслан Гончаров                     |
| 2006   | Калгари                                             | Албена Денкова / Максим Стависки                    | Мари Франс Дубрел / Патрис Лузон                    | Танит Белбин / Бенџамин Агосто                      |
| 2007   | Токио                                               | Албена Денкова / Максим Стависки                    | Мари Франс Дубрел / Патрис Лузон                    | Танит Белбин / Бенџамин Агосто                      |
| 2008   | Гетеборг                                            | Изабел Делобел / Оливије Шенфелдер                  | Теса Вирту / Скот Моар                              | Јана Коклова / Сергеј Новицки                       |
| 2009   | Лос Анђелес                                         | Оксана Домнина / Максим Шабалин                     | Танит Белбин / Бенџамин Агосто                      | Теса Вирту / Скот Моар                              |
| 2010   | Торино                                              | Теса Вирту / Скот Моар                              | Мерил Дејвис / Чарли Вајт                           | Фредерика Фајела / Масимо Скали                     |
| 2011   | Москва                                              | Мерил Дејвис / Чарли Вајт                           | Теса Вирту / Скот Моар                              | Маја Шибутани / Алекс Шибутани                      |
| 2012   | Ница                                                | Теса Вирту / Скот Моар                              | Мерил Дејвис / Чарли Вајт                           | Наталија Печалат / Фабијан Борзо                    |
| 2013   | Лондон                                              | Мерил Дејвис / Чарли Вајт                           | Теса Вирту / Скот Моар                              | Јекатерина Боброва / Дмитриј Соловјев               |
| 2014   | Саитама                                             | Ана Капелини / Лука Ланоте                          | Кетлин Вивер / Ендру Поже                           | Наталија Печалат / Фабијан Борзо                    |
| 2015   | Шангај                                              | Габријела Пападакис / Гијом Цицерон                 | Мадисон Чок / Еван Бејтс                            | Кетлин Вивер / Ендру Поже                           |
| 2016   | Бостон                                              | Габријела Пападакис / Гијом Цицерон                 | Маја Шибутани / Алекс Шибутани                      | Мадисон Чок / Еван Бејтс                            |
| 2017   | Хелсинки                                            | Теса Вирту / Скот Моар                              | Габријела Пападакис / Гијом Цицерон                 | Маја Шибутани / Алекс Шибутани                      |
| 2018   | Милано                                              |                                                     |                                                     |                                                     |
| 2019   | Саитама                                             |                                                     |                                                     |                                                     |

Највише титула:
- :(28) (17) (5)
- :(6)  Људмила Пахомова / Александар Горшков
- :(19) (11),
- :(19) (13) (12)

## Рекорди
| Дисциплина      | Највећи број титула | Највише узастопних титула | Освојене медаље                       |
| Мушкарци        | Улрих Салков 10 (1901–1905, 1907–1911) | Карл Шефер 7 (1930–1936) | 1925 : 1927–1928 : 1952 : 1955–1956 : |
| Жене            | Соња Хени 10 (1927–1936) | Соња Хени 10 (1927–1936) | 1991:                                 |
| Спортски парови | Ирина Родњина / Александар Зајцев 6 (1973–1978) ** Ирина Родњина освојила 10 титула од 1969–1978, прве четири са партнером Алексејем Уљановим. | Ирина Родњина / Александар Зајцев 6 (1973–1978) ** Ирина Родњина освојила 10 титула од 1969–1978, прве четири са партнером Алексејем Уљановим. | 1939 : (Немачка) 1969 : 1988 :        |
| Плесни парови   | Људмила Пахомова / Александар Горшков 6 (1970–1974, 1976)                                                                                      | Људмила Пахомова / Александар Горшков 5 (1970–1974)                                                                                            | 1955–1956: 1968 : 1992 : (CIS) 1993 : |